# День Святого Давида
День Святого Давида (валл. Dydd Gŵyl Dewi, Welsh pronunciation: [dɨːð ɡʊɨl ˈdɛui]) — свято на честь Святого Давида, покровителя Вельсу.

## Загальна інформація
Припадає на перший день березня, в пам'ять про смерть Святого Давида, який помер у цей день в 589 році. Національне свято Вельсу, також святкується як патріотичний та культурний фестиваль Вельсу у всьому світі.

## Історія
Відзначається з 16 століття як релігійний фестиваль у Протестантській реформації, у 18 столітті проголошений національним фестивалем Вельсу.
За легендою, святий Давид народився на пагорбі у Пембрукширі під час шторму. Дата народження невідома, але загальновизнаною є дата смерті — 1 березня 589 року. Святого Давида вважають за онука кередігіонського короля Кередіга Кунедди, п'ятого сина Кунеди Гвінедського. За легендою, його матір'ю була свята Вельсу та Бретані Нонна Бретонська (дні пам'яті — 2 та 3 березня), батьком був князь на ймення Санд. Місцем народження Давида вважають тепер руїни каплиці Нона, криницю, що поблизу, також вважають святою, з цілющою силою. Це єдиний британський святий, який народився у країні, котрою опікується.